# Левкиево
Левкиево — деревня в городском округе Шаховская Московской области.

## Население
| 1859 | 1926 | 2002 | 2006 | 2010 |
| ---- | ---- | ---- | ---- | ---- |
| 28   | ↗87  | ↘3   | ↗8   | ↘7   |

## География
Деревня расположена в южной части округа, примерно в 13 км к югу от райцентра Шаховская, на безымянном ручье — притоке реки Мутни (приток Рузы), высота центра над уровнем моря 211 м. Ближайшие населённые пункты — Новое на юго-западе, Кстилово на север и Житонино на востоке.

## Исторические сведения
На месте деревни в прошлом располагался Левкиев монастырь, основанный около 1476 года преподобным Левкием и в 1680 году приписанный к Новоиерусалимскому монастырю.

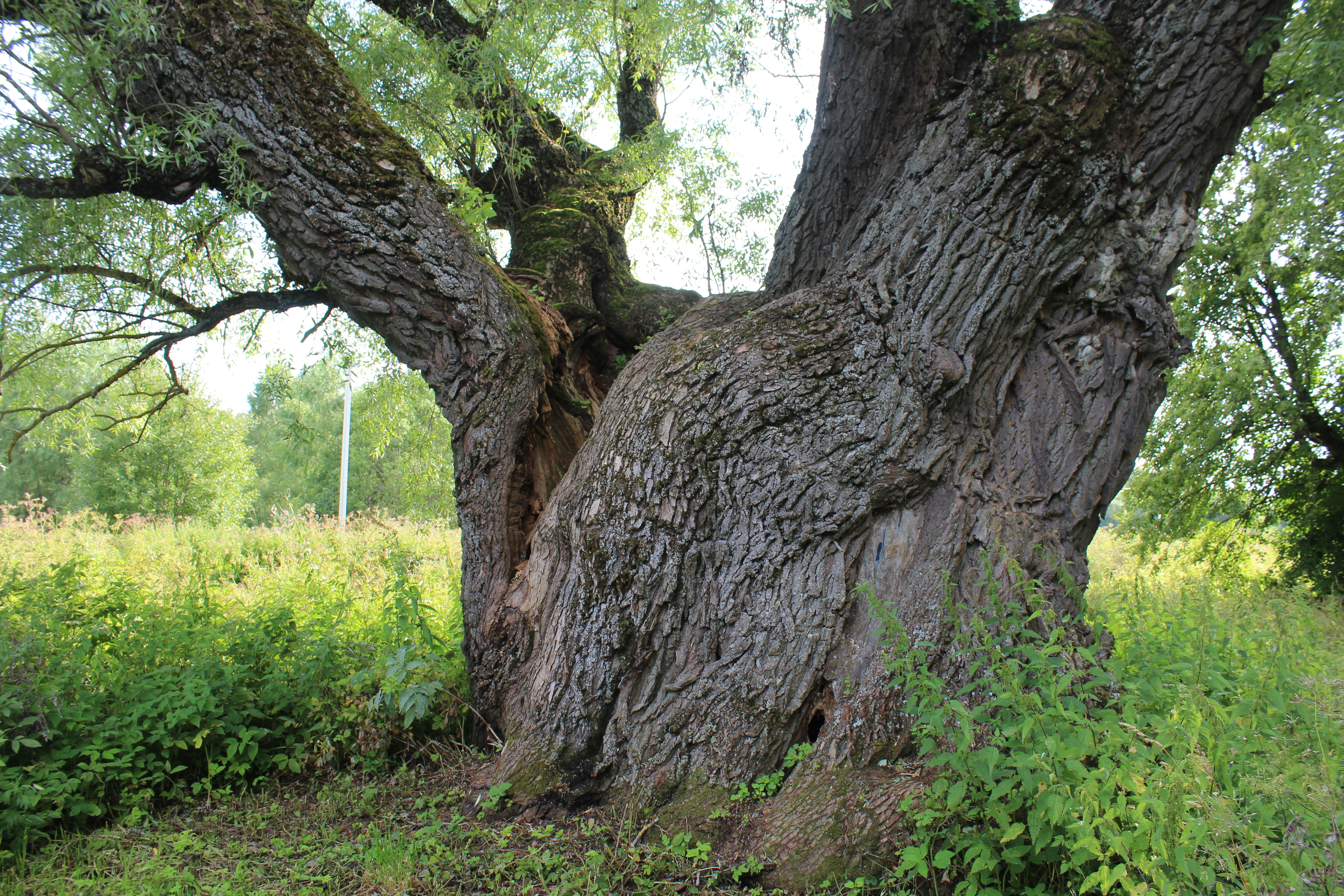
Ствол старой ивы у погоста деревня Левкиево в городском округе Шаховская Московской области.

По состоянию на 1764 год в монастыре имелась каменная церковь Успения Пресвятой Богородицы с приделом, где захоронен основатель обители, и деревянной колокольней. Однако монахов уже не имелось, а было несколько белых священников.
В «Списке населённых мест» 1862 года Левкиево — казённое село 1-го стана Волоколамского уезда Московской губернии по правую сторону Московского тракта, от границы Зубцовского уезда на город Волоколамск, в 32 верстах от уездного города, при колодце, с 6 дворами и 28 жителями (12 мужчин, 16 женщин). В селе была православная церковь, проводилась ярмарка.

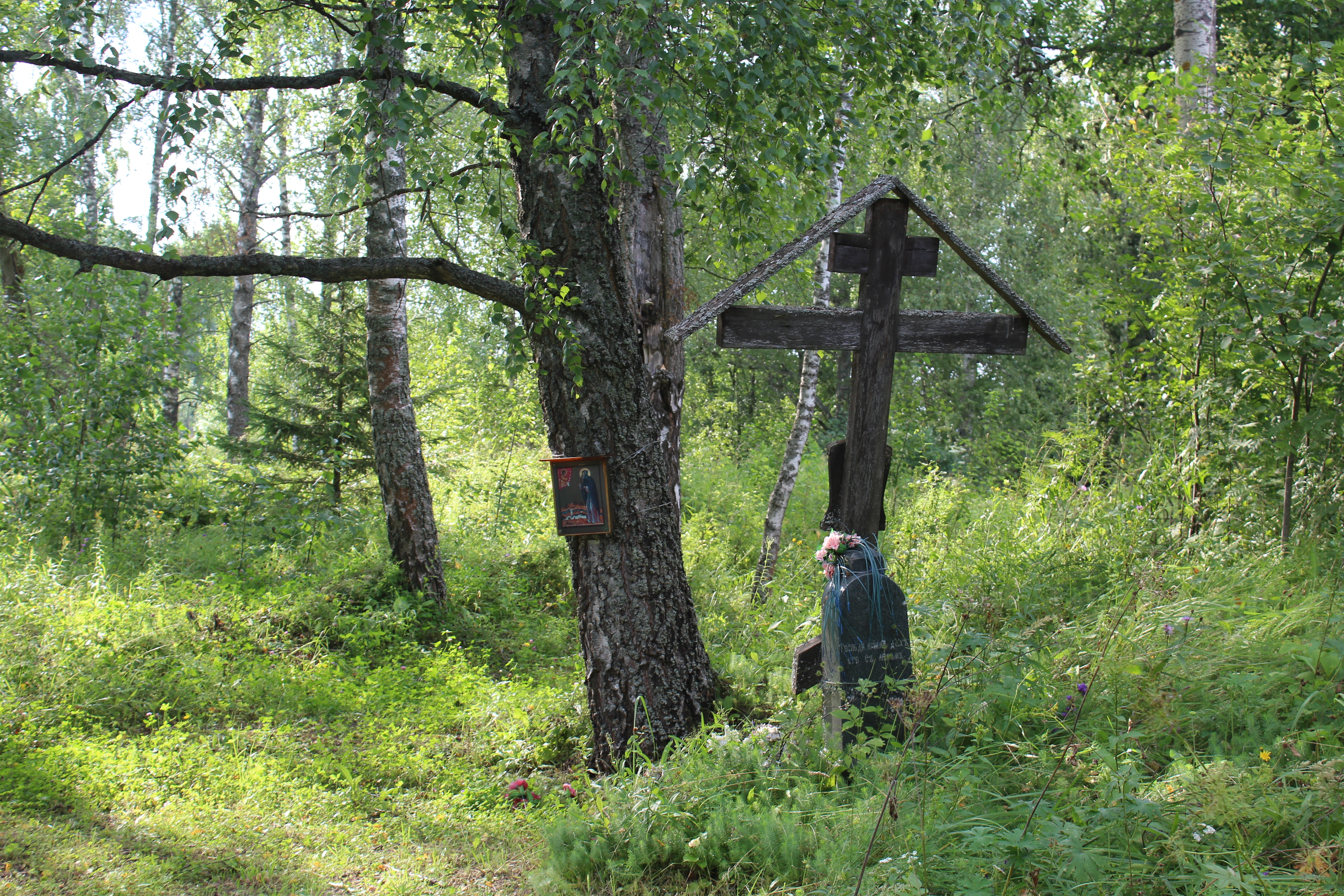
Деревянный крест погоста рядом с остатками фундамента храма Успения Пресвятой Богородицы деревня Левкиево в городском округе Шаховская Московской области.

По данным на 1890 год входило в состав Серединской волости, действовало церковно-приходское училище, число душ мужского пола составляло 4 человека.
В 1913 году показан как погост «Левкиево» (бывший монастырь).
По материалам Всесоюзной переписи населения 1926 года — село Косиловского сельсовета, проживало 87 человек (48 мужчин, 39 женщин), велось 20 хозяйств (17 крестьянских), имелась школа.
С 1929 года — населённый пункт в составе Шаховского района Московской области.
1994—2006 гг. — деревня Серединского сельского округа Шаховского района.
2006—2015 гг. — деревня сельского поселения Серединское Шаховского района.
2015 г. — н. в. — деревня городского округа Шаховская Московской области.